# مغيريات
المُغَيْرِيَّات (الاسم العلمي: Molluginaceae)، هي فصيلة من النباتات المُزهرة معترف بها من قبل العديد من خبراء التصنيف. ضُمنت سابقًا في فصيلة الديمومية الأكبر.